# D. J. Augustin
Pour les articles homonymes, voir Augustin.
Darryl Jerard (D. J.) Augustin, Jr., né le 10 novembre 1987 à La Nouvelle-Orléans en Louisiane, est un joueur américain de basket-ball évoluant au poste de meneur. Il mesure 1,78 m.

## Biographie

### Carrière universitaire
Pour sa première année universitaire dans l'équipe des Longhorns du Texas (2006-2007), il évolue aux côtés de l'ailier star Kevin Durant, qui deviendra le 2e choix de la draft 2007 de la NBA et le rookie de l'année 2008 en NBA. Après une seconde année à l'université, Augustin se présente à son tour à la draft en 2008.

### Carrière professionnelle

#### Bobcats de Charlotte (2008-2012)
Le 26 juin 2008, il est choisi en 9e position par les Bobcats de Charlotte, équipe dans laquelle il seconde Raymond Felton au poste de meneur de jeu. Il est élu dans la NBA All-Rookie Second Team de la saison 2008-2009.

#### Pacers de l'Indiana (2012-2013)
Le 12 juillet 2012, barré dans l'effectif par l'arrivée de Ramon Sessions, il est coupé par les Bobcats et signe dès le lendemain un contrat de 3,5 millions de dollars pour une saison avec les Pacers de l'Indiana.

#### Raptors de Toronto (juil.-déc. 2013)
Le 22 juillet 2013, il rejoint les Raptors de Toronto.
En décembre 2013, barré dans l'effectif par l'arrivée de Greivis Vásquez, il est coupé par les Raptors.

#### Bulls de Chicago (déc. 2013-juin 2014)
Le 13 décembre 2013, il rebondit chez les Bulls de Chicago.
Le 30 mars 2014, lors d'un déplacement chez les Celtics de Boston, il bat son record de points en carrière en marquant 33 points (à 10 sur 14 aux tirs et 10 sur 10 aux lancers-francs) en 32 minutes.

#### Pistons de Détroit (juil. 2014-fév. 2015)
Le 14 juillet 2014, il rejoint les Pistons de Détroit.
Le 25 janvier 2015, pour sa première titularisation de la saison en raison de la blessure de Brandon Jennings pour le restant de la saison, il bat son record de points en carrière avec 35 unités mais ne peut empêcher la défaite des Pistons chez les Raptors de Toronto.

#### Thunder d'Oklahoma City (fév. 2015-fév. 2016)
Le 19 février 2015, il est transféré au Thunder d'Oklahoma City dans un échange à trois équipes avec les Pistons de Détroit, le Jazz de l'Utah et le Thunder.

#### Nuggets de Denver (fév.-juin 2016)
Le 18 février 2016, il est transféré aux Nuggets de Denver, avec Steve Novak, deux seconds tours de draft 2016 et une somme d'argent en échange de Randy Foye.

#### Magic d'Orlando (2016-2020)
Le 1er juillet 2016, il signe un contrat de quatre ans au Magic d'Orlando. Il devient un membre important en tant que meneur titulaire ou remplaçant.
Durant les playoffs NBA 2019, il marque le panier de la victoire lors du match 1 du 1er tour contre son ancien club des Raptors de Toronto mais son équipe perd la série 4 à 1.

#### Bucks de Milwaukee (2020-2021)
Le 21 novembre 2020, il signe un contrat de 21 millions de dollars sur trois ans en faveur des Bucks de Milwaukee.

#### Rockets de Houston (2021-2022)
Le 18 mars 2021, il est envoyé vers les Rockets de Houston avec D. J. Wilson et un choix au premier tour de la draft 2023 en échange de P. J. Tucker, Rodions Kurucs et un choix au premier tour de la draft 2022. Il est coupé le 12 février 2022.

#### Lakers de Los Angeles (2022)
En mars 2022, il s'engage jusqu'à la fin de saison avec les Lakers de Los Angeles.

#### Rockets de Houston (2023)
Fin mars 2023, il signe avec les Rockets de Houston jusqu'à la fin de saison.
Le 3 novembre 2024, il annonce prendre sa retraite.

## Palmarès
- Bob Cousy Award winner en 2008.
- Consensus first-team All-American en 2008.
- NBA All-Rookie Second Team en 2009.
- Champion de la Division Centrale en 2013 avec les Pacers de l'Indiana.

## Statistiques

### Universitaires
Les statistiques en matchs universitaires de D. J. Augustin sont les suivantes :
| Saison    | Équipe | Matchs | Titul. | Min./m | % Tir | % 3pts | % LF | Rbds/m. | Pass/m. | Int/m. | Ctr/m. | Pts/m. |
| --------- | ------ | ------ | ------ | ------ | ----- | ------ | ---- | ------- | ------- | ------ | ------ | ------ |
| 2006-2007 | Texas  | 35     | 35     | 35,6   | 44,9  | 44,1   | 83,8 | 2,8     | 6,7     | 1,5    | 0,1    | 14,4   |
| 2007-2008 | Texas  | 38     | 38     | 37,3   | 43,9  | 38,1   | 78,3 | 2,9     | 5,8     | 1,2    | 0,0    | 19,2   |
| Total     | Total  | 73     | 73     | 36,5   | 44,3  | 40,2   | 80,8 | 2,9     | 6,2     | 1,4    | 0,0    | 16,9   |

### Professionnelles
gras = ses meilleures performances

#### Saison régulière
Statistiques en saison régulière de D.J. Augustin
| Saison    | Équipe        | Matchs | Titul. | Min./m | % Tir | % 3pts | % LF  | Rbds/m. | Pass/m. | Int/m. | Ctr/m. | Pts/m. |
| --------- | ------------- | ------ | ------ | ------ | ----- | ------ | ----- | ------- | ------- | ------ | ------ | ------ |
| 2008-2009 | Charlotte     | 72     | 12     | 26,5   | 43,0  | 43,9   | 89,3  | 1,85    | 3,47    | 0,58   | 0,03   | 11,81  |
| 2009-2010 | Charlotte     | 80     | 2      | 18,4   | 38,6  | 39,3   | 77,9  | 1,21    | 2,41    | 0,56   | 0,06   | 6,35   |
| 2010-2011 | Charlotte     | 82     | 82     | 33,6   | 41,6  | 33,3   | 90,6  | 2,74    | 6,07    | 0,66   | 0,04   | 14,37  |
| 2011-2012 | Charlotte     | 48     | 46     | 29,3   | 37,6  | 34,1   | 87,5  | 2,27    | 6,40    | 0,75   | 0,02   | 11,08  |
| 2012-2013 | Indiana       | 76     | 5      | 16,1   | 35,0  | 35,3   | 83,8  | 1,20    | 2,24    | 0,46   | 0,04   | 4,68   |
| 2013–2014 | Toronto       | 10     | 0      | 8,2    | 29,2  | 9,1    | 100,0 | 0,40    | 1,00    | 0,10   | 0,00   | 2,10   |
| 2013–2014 | Chicago       | 61     | 9      | 30,4   | 41,9  | 41,1   | 88,2  | 2,07    | 4,97    | 0,85   | 0,05   | 14,90  |
| 2014-2015 | Détroit       | 54     | 13     | 23,8   | 41,0  | 32,7   | 87,0  | 1,85    | 4,91    | 0,61   | 0,04   | 9,48   |
| 2014-2015 | Oklahoma City | 28     | 1      | 24,2   | 37,1  | 40,5   | 80,5  | 1,53    | 3,19    | 0,61   | 0,06   | 7,53   |
| 2015-2016 | Oklahoma City | 34     | 0      | 15,3   | 38,0  | 39,3   | 76,5  | 1,26    | 1,94    | 0,38   | 0,06   | 4,18   |
| 2015-2016 | Denver        | 28     | 0      | 23,5   | 44,5  | 41,1   | 81,9  | 1,86    | 4,71    | 0,89   | 0,07   | 11,61  |
| 2016-2017 | Orlando       | 78     | 20     | 19,7   | 37,7  | 34,7   | 81,4  | 1,50    | 2,68    | 0,40   | 0,01   | 7,90   |
| 2017–2018 | Orlando       | 75     | 36     | 23,5   | 45,2  | 41,9   | 86,8  | 2,13    | 3,83    | 0,72   | 0,00   | 10,21  |
| 2018–2019 | Orlando       | 81     | 81     | 28,0   | 47,0  | 42,1   | 86,6  | 2,51    | 5,26    | 0,64   | 0,05   | 11,70  |
| 2019-2020 | Orlando       | 57     | 13     | 24,9   | 39,9  | 34,8   | 89,0  | 2,14    | 4,60    | 0,60   | 0,02   | 10,51  |
| 2020-2021 | Milwaukee     | 37     | 6      | 19,3   | 37,0  | 38,0   | 90,0  | 1,40    | 3,00    | 0,50   | 0,00   | 6,10   |
| 2020-2021 | Houston       | 20     | 6      | 20,8   | 42,4  | 38,5   | 90,0  | 2,20    | 3,90    | 0,40   | 0,00   | 10,60  |
| Total     | Total         | 921    | 332    | 23,9   | 41,1  | 37,9   | 86,7  | 1,90    | 4,01    | 0,61   | 0,03   | 9,70   |

Note: * La saison 2011-2012 a été réduite de 82 à 66 matchs en raison du Lock out.

Dernière modification le 23 septembre 2021

#### Playoffs
Statistiques en playoffs de D.J. Augustin
| Saison | Équipe    | Matchs | Titul. | Min./m | % Tir | % 3pts | % LF | Rbds/m. | Pass/m. | Int/m. | Ctr/m. | Pts/m. |
| ------ | --------- | ------ | ------ | ------ | ----- | ------ | ---- | ------- | ------- | ------ | ------ | ------ |
| 2010   | Charlotte | 4      | 0      | 18,2   | 29,4  | 33,3   | 83,3 | 1,00    | 1,75    | 0,25   | 0,25   | 4,25   |
| 2013   | Indiana   | 19     | 1      | 16,6   | 38,0  | 39,6   | 80,6 | 0,79    | 0,68    | 0,37   | 0,00   | 5,16   |
| 2014   | Chicago   | 5      | 0      | 28,2   | 29,2  | 26,9   | 89,5 | 1,60    | 4,80    | 0,60   | 0,00   | 13,20  |
| 2019   | Orlando   | 5      | 5      | 28,2   | 48,8  | 47,6   | 87,5 | 1,60    | 3,80    | 0,40   | 0,20   | 12,80  |
| 2020   | Orlando   | 5      | 0      | 25,6   | 39,1  | 47,1   | 95,7 | 2,00    | 6,00    | 0,20   | 0,00   | 13,20  |
| Total  | Total     | 38     | 6      | 21,0   | 36,8  | 39,0   | 87,4 | 1,18    | 2,45    | 0,37   | 0,05   | 8,18   |

## Records sur une rencontre en NBA
Les records personnels de D. J. Augustin en NBA sont les suivants, :
| Type de statistique        | Saison régulière | Saison régulière         | Saison régulière | Playoffs | Playoffs              | Playoffs      |
| Type de statistique        | Record           | Adversaire               | Date             | Record   | Adversaire            | Date          |
| -------------------------- | ---------------- | ------------------------ | ---------------- | -------- | --------------------- | ------------- |
| Points                     | 35               | @ Raptors de Toronto     | 25 janvier 2015  | 25       | 2 fois                | 2 fois        |
| Paniers marqués            | 12               | @ Raptors de Toronto     | 25 janvier 2015  | 10       | Wizards de Washington | 22 avril 2014 |
| Paniers tentés             | 22               | @ Lakers de Los Angeles  | 4 mars 2011      | 22       | Wizards de Washington | 22 avril 2014 |
| Paniers à 3 points réussis | 7                | @ Hawks d'Atlanta        | 21 novembre 2008 | 4        | 5 fois                | 5 fois        |
| Paniers à 3 points tentés  | 12               | @ Bobcats de Charlotte   | 25 janvier 2014  | 9        | Hawks d'Atlanta       | 1er mai 2013  |
| Lancers francs réussis     | 13               | Bulls de Chicago         | 16 décembre 2008 | 10       | 2 fois                | 2 fois        |
| Lancers francs tentés      | 13               | 3 fois                   | 3 fois           | 10       | 2 fois                | 2 fois        |
| Rebonds offensifs          | 4                | @ Pacers de l'Indiana    | 7 janvier 2012   | 2        | Wizards de Washington | 20 avril 2014 |
| Rebonds défensifs          | 7                | 5 fois                   | 5 fois           | 3        | 3 fois                | 3 fois        |
| Rebonds totaux             | 9                | 2 fois                   | 2 fois           | 3        | 4 fois                | 4 fois        |
| Passes décisives           | 14               | Pistons de Détroit       | 10 avril 2011    | 11       | @ Bucks de Milwaukee  | 18 août 2020  |
| Interceptions              | 5                | @ Cavaliers de Cleveland | 5 avril 2011     | 2        | 3 fois                | 3 fois        |
| Contres                    | 2                | Warriors de Golden State | 28 février 2019  | 1        | 2 fois                | 2 fois        |
| Balles perdues             | 8                | @ Magic d'Orlando        | 17 janvier 2012  | 4        | Bucks de Milwaukee    | 22 août 2020  |
| Minutes jouées             | 46               | Cavaliers de Cleveland   | 21 décembre 2013 | 41       | Wizards de Washington | 22 avril 2014 |

- Double-double : 29 (dont 1 en playoffs)
- Triple-double : 0

Dernière mise à jour : 17 juillet 2022

## Salaires
Les gains de D. J. Augustin en NBA sont les suivants :
| Saison      | Équipe                  | Salaire      |
| ----------- | ----------------------- | ------------ |
| 2008-2009   | Bobcats de Charlotte    | 2 208 960 $  |
| 2009-2010   | Bobcats de Charlotte    | 2 385 480 $  |
| 2010-2011   | Bobcats de Charlotte    | 2 540 400 $  |
| 2011-2012*  | Bobcats de Charlotte    | 3 236 470 $  |
| 2012-2013   | Pacers de l'Indiana     | 3 500 000 $  |
| 2013-2014   | Raptors de Toronto      | 1 267 000 $  |
| 2014-2015   | Thunder d'Oklahoma City | 3 000 000 $  |
| 2015-2016   | Nuggets de Denver       | 3 000 000 $  |
| 2016-2017   | Magic d'Orlando         | 7 250 000 $  |
| 2017-2018   | Magic d'Orlando         | 7 250 000 $  |
| 2018-2019   | Magic d'Orlando         | 7 250 000 $  |
| 2019-2020   | Magic d'Orlando         | 7 250 000 $  |
| Total Gains | Total Gains             | 50 138 310 $ |

Note : * En 2011, le salaire moyen d'un joueur évoluant en NBA est de 5 150 000 $.